# Павлович, Владислав Юрьевич
Владислав Юрьевич Павлович (род. 17 марта 1971 года, Москва) — российский фехтовальщик на рапирах, заслуженный мастер спорта, олимпийский чемпион.
Выступал за ЦСКА (Москва). Чемпион Олимпийских игр 1996 года в командном первенстве по фехтованию на рапирах. Серебряный призёр чемпионата мира 1995. Чемпион России 1995.

## Награды
- Медаль ордена «За заслуги перед Отечеством» II степени (6 января 1997 года) — за заслуги перед государством и высокие спортивные достижения на XXVI летних Олимпийских играх 1996 года[2]